# Ranu Kumbolo
Ranu Kumbolo ist ein Vulkansee, der im Nationalpark Bromo-Tengger-Semeru in Jawa Timur, Indonesien liegt. Der See befindet sich auf der beliebten Wanderroute vom Ranu Pani zur Spitze des Semeru.

## Legenden

### Entstehung des Sees
Zur Entstehung des Sees gibt eine alte Legende. Ein ärmlicher Junge namens Kumbolo hatte Fischschuppen als Haut, da seine Mutter bei seiner Geburt einen Goldfisch verspeist hatte. Um diesen Fluch loszuwerden, musste er auf dem Semeru eine magische Regenbogenperle finden. Nachdem er die Perle dort gefunden hatte, eilte er zu seinen Eltern zurück den Berg hinunter. Beim Abstieg des Berges passierte ihm aber ein Missgeschick und die Regenbogeperle fiel ins Tal. In diesem Tal bildete sich plötzlich auf magische Weise eine Quelle, aus der fortlaufend Wasser heraussprudelte. Es entstand ein See und Kumbolo wurde von den Wassermassen erfasst. Glücklicherweise schaffte es aber zurück ans Ufer und als er aus dem Wasser stieg, waren alle seine Fischschuppen verschwunden.

### Wächterin des Sees
Eine andere Legende besagt, dass die im See lebenden Goldfische eine Göttin verkörpern, die als Wächterin die Schönheit des Sees bewahrt. Diese Göttin erscheint immer zu Vollmond in einem gelben Kebaya am See. Dieser Legende ist ein Grund dafür, dass es verboten im See zu schwimmen oder zu fischen.

### Liebessteigung
Im Westen des Sees auf dem Weg zum Gipfel des Semeru gibt es eine berühmte 45 Grad steile Steigung, um die sich eine weitere Legende rankt. Ein Liebespaar war auf dem Weg zum Gipfel. Während der Mann mit fotografieren beschäftigt war, stürzte seine erschöpfte Partnerin in die Tiefe und verunglückte tödlich. Aus diesem Grund sollen Liebespaare an dieser Stelle nicht nach hinten schauen, da es Pech in der Beziehung bringen soll.

### Heiliges Wasser
Aufgrund der zahlreichen Legenden, die sich um den See ranken, sehen die Einheimischen das Wasser als heilig an und benutzen es für ihre religiösen Zeremonien. Um das Ufer herum gibt es deshalb eine Schutzzone, sodass der See sauber bleibt.

## Tourismus

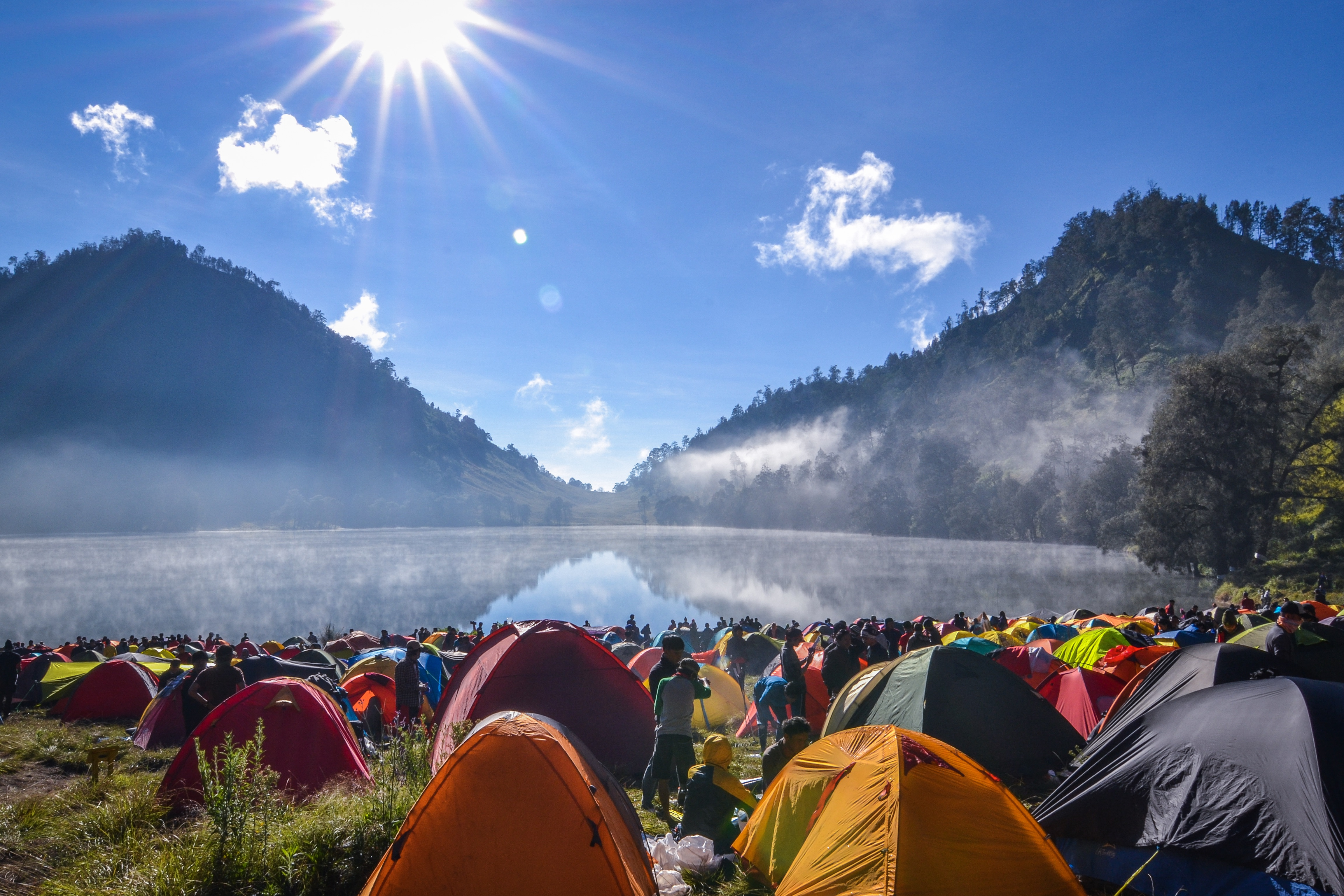
Zelte am Ranu Kumbolo

Der Ranu Kumbolo liegt auf einem der offiziellen Wanderwege zum Gipfel des Semeru. Der See ist circa 5 Wanderstunden von Ranu Pani entfernt, dem Startpunkt für die einfachste Route auf den Semeru. Die Fläche vor dem See ist bei Campern sehr beliebt. Die Zelte dürfen dabei bis maximal 15 m an den See heranreichen. Auch für andere Aktivitäten, wie Lagerfeuer oder Essenszubereitung,  gilt ein Mindestabstand von mindestens 15 m zum Wasser. Baden und Schwimmen sind ebenfalls nicht gestattet.